# Kanton Espelette
Der Kanton Espelette war von 1790 bis 2015 ein französischer Wahlkreis im Arrondissement Bayonne im Département Pyrénées-Atlantiques in der Region Aquitanien; sein Hauptort war Espelette. Er hatte 12.510 Einwohner (1999).

## Gemeinden
Der Kanton bestand aus sieben Gemeinden:
| Gemeinde        | Einwohner Jahr | Fläche km² | Bevölkerungsdichte | Code INSEE | Postleitzahl |
| --------------- | -------------- | ---------- | ------------------ | ---------- | ------------ |
| Ainhoa          | 666 (2013)     | 16,19      | 41 Einw./km²       | 64014      | 64250        |
| Cambo-les-Bains | 6.672 (2013)   | 22,49      | 297 Einw./km²      | 64160      | 64250        |
| Espelette       | 2.070 (2013)   | 26,85      | 77 Einw./km²       | 64213      | 64250        |
| Itxassou        | 2.026 (2013)   | 39,37      | 51 Einw./km²       | 64279      | 64250        |
| Louhossoa       | 891 (2013)     | 7,38       | 121 Einw./km²      | 64350      | 64250        |
| Sare            | 2.565 (2013)   | 51,34      | 50 Einw./km²       | 64504      | 64310        |
| Souraïde        | 1.351 (2013)   | 16,86      | 80 Einw./km²       | 64527      | 64250        |